# Veitongo
Veitongo es una localidad del distrito de Vaini, en Tonga. Tiene una población de 1.411 habitantes en 2021.